# Ren Wanding
Ren Wanding, né en 1944, est un dissident chinois. Ancien garde rouge, il est emprisonné pendant la révolution culturelle. Il devient un des leaders du mouvement démocratique de la fin des années 1970, il s'exprime notamment avec le Mur de la démocratie. Il a été emprisonné à plusieurs reprises pour son activisme pro-démocratie. Il est le fondateur de la China Human Rights League.

## Biographie
Ren Wanding est né en 1944 dans une famille d’intellectuels. Son père est un économiste marxiste, il est l’un des traducteurs du Capital de Karl Marx. 
Pendant la révolution culturelle il est d'abord un garde rouge « rebelle révolutionnaire », mais il subira aussi des meetings de critique. Il est emprisonné de 1968 à 1969 dans « l’étable » (niupeng) de son usine. Il est réhabilité en novembre 1978.
Pendant le Printemps de Pékin (1978-1979), en janvier 1979 il affiche sur le Mur de la démocratie un manifeste, la Déclaration des droits de l’homme en Chine, appelant à des élections libres et à l'abolition de la corruption et de la police secrète, ce qui lui vaut une reconnaissance immédiate. L' Alliance pour les droits de l’homme en Chine, est créée à partir de ce manifeste. Le mouvement compte plus d’une centaine d’adhérents à Pékin, mais le régime chinois réprime rapidement ces opposants favorables à la démocratie. Ren Wanding est arrêté le 4 avril 1979 devant le Mur de la démocratie. Emprisonné il est libéré en 1983,. Il peut alors réintégrer son emploi de technicien d’une compagnie de construction immobilière chinoise.
En février 1989, il soutient la pétition de Fang Lizhi, demandant l’amnistie de Wei Jingsheng et des prisonniers politiques. 
Après le mouvement démocratique de 1989 et les manifestations de la place Tian'anmen il est emprisonné pendant sept ans pour avoir réclamé la libération des prisonniers politiques. Il a été libéré à Pékin le 9 juin 1996. Selon un rapport du département d'Etat américain Ren Wanding a été battu lors de son emprisonnement. Malgré une maladie des yeux, il n'a pas pu se soigner.
En 1994, alors qu'il est toujours en prison, Ren Wanding est le lauréat du Prix Robert F. Kennedy des droits de l'homme.
En février 2008, Ren Wanding  obtient le droit de sortie de Chine.